# Compus de douăsprezece prisme pentagramice
În geometrie compusul de douăsprezece prisme pentagramice este un compus poliedric uniform realizat dintr-un aranjament simetric de 12 prisme pentagramice, aliniate într-un aranjament cu axele de simetrie de rotație cu cinci poziții ale unui dodecaedru (Ih).
Are indicele de compus uniform UC37.

## Construcție
Poate fi construit din două copii enantiomorfe ale compusului de șase prisme pentagramice. Procedând astfel, vârfurile celor două copii enantiomorfe coincid, rezultând că întregul compus are câte două prisme pentagramice incidente în fiecare dintre vârfurile sale.

## Mărimi asociate

### Coordonate carteziene
Coordonatele carteziene ale vârfurilor acestui compus sunt toate permutările pare ale
{\displaystyle \left(\,(1+2\varphi ),\,\pm 1,\,\pm 1\,\right)}
plus toate permutările pare ale
{\displaystyle \left(\,0,\,\pm (1+\varphi ),\,\pm (2+\varphi )\,\right)}
{\displaystyle \left(\,\pm \varphi ,\,\pm \varphi ,\,\pm (1+\varphi )\,\right)}
unde {\displaystyle \varphi ={\frac {1+{\sqrt {5}}}{2}}} este secțiunea de aur.

### Volum
Următoarea formulă pentru volum V este stabilită pentru lungimea laturilor tuturor poligoanelor (care sunt regulate) a:
{\displaystyle V=3{\sqrt {25-10{\sqrt {5}}}}~a^{3}\approx 4,873795~a^{3}.}

## Poliedre înrudite
Acest compus are în comun aranjamentul vârfurilor cu patru poliedre uniforme, după cum urmează:
| Micul rombicosidodecaedru         | Micul dodecicosidodecaedru         | Micul rombidodecaedru                      |
| Micul dodecaedru stelat trunchiat | Compus de șase prisme pentagramice | Compus de douăsprezece prisme pentagramice |